# Tega Odele
Tega Peter Odele (né le 6 décembre 1995) est un athlète nigérian, spécialiste des épreuves de sprint. 

## Biographie
Champion d'Afrique junior du 4 × 100 m en 2013, il remporte la médaille de bronze du 200 m lors des Jeux africains de 2015, à Brazzaville. 
Il participe aux championnats du monde 2015 et aux Jeux olympiques de 2016 mais s'incline dès les séries du 200 m.

## Palmarès
| Date | Compétition                    | Lieu        | Résultat | Épreuve   | Temps   |
| ---- | ------------------------------ | ----------- | -------- | --------- | ------- |
| 2013 | Championnats d'Afrique juniors | Bambous     | 4e       | 200 m     | 21 s 69 |
| 2013 | Championnats d'Afrique juniors | Bambous     | 1er      | 4 × 100 m | 40 s 36 |
| 2014 | Championnats du monde juniors  | Eugene      | 5e       | 4 × 100 m | 39 s 66 |
| 2015 | Jeux africains                 | Brazzaville | 3e       | 200 m     | 20 s 58 |

## Records
| Épreuve | Performance | Lieu        | Date              |
| ------- | ----------- | ----------- | ----------------- |
| 100 m   | 10 s 36     | Calabar     | 19 juin 2014      |
| 200 m   | 20 s 45     | Brazzaville | 16 septembre 2015 |